# تامارا بوچوچانو
تامارا بوچوچانو (رومانیایی: Tamara Buciuceanu؛ ‏ ۱۰ اوت ۱۹۲۹ – ۱۵ اکتبر ۲۰۱۹) بازیگر و سلبریتی تلویزیونی اهل رومانی بود. وی بین سال‌های ۱۹۵۲ تا ۲۰۱۹ میلادی فعالیت می‌کرد.
از فیلم‌ها یا مجموعه‌های تلویزیونی که وی در آن‌ها نقش داشته‌است، می‌توان به بادبان‌های برافراشته، نمایش افتتاحیه، نفرین زمین، نفرین عشق، والس تایتانیک، عروسی بی سروصدا، میتیکا، زنگ‌ها برای چه به صدا درآمده‌اند؟ و حق‌السکوت اشاره نمود.